# Aurivillius (geslacht)
Aurivillius is een geslacht van vlinders van de familie nachtpauwogen (Saturniidae), uit de onderfamilie Saturniinae.

## Soorten
- A. arata Westwood, 1849
- A. aratus (Westwood, 1849)
- A. cadioui Bouyer, 2008
- A. divaricatus Bouvier, 1927
- A. drumonti Bouyer, 2008
- A. fusca (Rothschild, 1895)
- A. horsini Bouvier, 1927
- A. jolyanorum Bouyer, 1999
- A. oberthueri Bouvier, 1927
- A. oberthuri Bouvier, 1927
- A. orientalis Bouyer, 2007
- A. seydeli Rougeot, 1966
- A. triramis Rothschild, 1907
- A. xerophilus Rougeot, 1977